# Buprenorfin
Buprenorfin är en kemisk förening med formeln C29H41NO4. Ämnet är ett kraftigt smärtstillande preparat tillhörande gruppen opioider och är narkotikaklassat. Det är också starkt beroendeframkallande. Det framställs genom att extrahera ämnet tebain ur opiumvallmo.

## Användningsområde
Buprenorfin var den aktiva substansen i läkemedlet Subutex, som började användas i Sverige 1999 som läkemedel vid opiatberoende (exempelvis heroin). Den största leverantören i Sverige, läkemedelsföretaget Reckitt Benckiser Pharmaceuticals, meddelade den 22 november 2012 att de slutar saluföra Subutex. Istället började företaget saluföra kombinationsläkemedlet Suboxone, ett preparat som innehåller buprenorfin och naloxon.  
Buprenorfin används som läkemedel i läkemedelsassisterad behandling vid opioidberoende och som analgetikum under varunamnet Temgesic. Temgesic används vid postoperativ smärta under högst 6–7 dagar. Temgesic finns som injektionsvätska och resoriblett. 
Buprenorfin är även den aktiva substansen i det smärtstillande plåstret Norspan. Detta läkemedel har en ökande användning inom äldrevården i Sverige. Plåstret bytes var 7:e dag och finns i flera styrkor.

## Farmakodynamik
Buprenorfin fungerar både som partiell agonist och antagonist och binder till de μ-opioida receptorerna. Det innebär att buprenorfin stimulerar de μ-opioida receptorerna samtidigt som preparatet hindrar opioider som är fulla agonister att binda till dessa receptorer. Detta gör att effekten av samtidigt intag av t.ex. heroin uteblir. Till skillnad från många andra opioider (de som fungerar som agonister på de μ-opioida receptorerna) ger buprenorfin endast starkare effekt i högre doser upp till en viss gräns. Detta gör att 16 mg inte ger dubbel farmakologisk effekt jämfört med 8 mg.  
Buprenorfin har bättre säkerhetsprofil än t.ex. Metadon tack vare sin "takdos" som ligger runt 24 till 26 mg. Doser som är högre än takdosen har fortfarande smärtstillande effekt men ger inte större antirespiratorisk verkan. Buprenorfin är därför ett säkrare opioidpreparat än fulla agonister som utövar större aktivitet på de μ-opioida receptorerna när dosen ökas. Detta gör buprenorfin till ett särskilt effektivt läkemedel i substitutionsbehandling då dosen inte behöver höjas när toleransen går upp som för metadon.
Risken för att få andningsdepression av buprenorfin ökar vid samtidigt intag av alkohol och bensodiazepiner. Tack vare sin långa halveringstid (20 till 73 timmar) blockerar buprenorfin effektivt heroin (och andra agonister) i upp till 3 dygn.

## Smärtbehandling
Substitutionsbehandling även kallad LARO, läkemedelsassisterad rehabilitering vid opioidberoende, finns vid en rad kliniker i Sverige. Vid några av dessa behandlas även patienter med kronisk smärta som har fastnat i ett långvarigt bruk t.ex bruk av opioider t.ex. Oxikodon.  Det kan t.ex. vara patienter med neuropatisk smärta som är svår att behandla och få läkemedel har god effekt och där kan Buprenorfin vara ett lämpligt läkemedel. 
En LARO-enhet som behandlar smärtpatienter med Buprenorfin är t.ex. vid Akademiska sjukhuset i Uppsala.

## Kritik
I det svenska samhället har bland annat nykterhetsrörelsen förespråkat en mycket restriktiv användning av buprenorfin på grund av att preparatet har hög missbrukspotential.  
Kritikerna mot läkemedelsbehandling vid opioidberoende menar att målsättningen med behandlingen borde vara att den avslutas och patienterna blir helt drogfria. Ett antal studier har dock visat att riskerna med att avsluta behandlingen är så pass stora för patienterna att denna målsättning övergetts. Kritikerna har också pekat på det faktum att buprenorfin smugglas ut från personer som erhåller läkemedelsassisterad behandling vid opioidberoende till personer som säljer dem på den illegala marknaden. 
I Sverige obduceras årligen ett antal tusen personer för att fastställa dödsorsaken. Enligt dessa undersökningar ökade antalet personer med buprenorfin i kroppen när dödsfallet inträffade från 1 person år 2002 till 66 st år 2011. Dock alltid i kombination med t.ex. alkohol eller bensodiazepiner.
Den största leverantören i Sverige, läkmedelsföretaget Reckitt Benckiser Pharmaceuticals, upphörde i januari 2013 med försäljningen av Subutex. Subutex hade fram till dess en marknadsandel på 60% för buprenorfin. Anledningen till detta påstod de var på grund av att medicinen missbrukades, men många är skeptiska till den anledningen då sammanträffandet med att patentet gick ut och deras lansering av samma medicin i en annan form (under nytt patent) är svår att bortse ifrån.

## Narkotikaklassning
Buprenorfin är narkotikaklassat och ingår i förteckning P III i 1971 års psykotropkonvention, samt i förteckning IV i Sverige.

## Identifikatorer
- InChI 1/C29H41NO4/c1-25(2,3)26(4,32)20-15-27-10-11-29(20,33-5)24-28(27)12-13-30(16-17-6-7-17)21(27)14-18-8-9-19(31)23(34-24)22(18)28/h8-9,17,20-21,24,31-32H,6-7,10-16H2,1-5H3/t20-,21-,24-,26+,27-,28+,29-/m1/s1
- InChIKey RMRJXGBAOAMLHD-IHFGGWKQBA
- ChemSpiderID 559124
- ATC-koder N02AE01 och N07BC01
- PubChem 644073
- DrugBank APRD00670